# Адамюк, Валентий Емилианович
Вале́нтий Емилиа́нович Адамю́к (13 февраля 1877, Казань — 16 июня 1950, Казань) — русский советский врач, офтальмолог, доктор медицины (1907), профессор (1918), Заслуженный деятель науки Татарской АССР (1945).

## Биография
Родился 13 февраля 1877 года[по какому календарю?] в Казани.
В 1902 году с отличием окончил медицинский факультет Казанского университета. Его отцом и учителем был основоположник Казанской офтальмологической школы, профессор, офтальмолог Эмилиан Адамюк.
Получив диплом глазного врача, последовательно работал ординатором, лаборантом, ассистентом глазной клиники Казанского университета. В 1907 году защитил диссертацию по теме «Местный амилоид соединительной оболочки глаза» и получил учёную степень доктора медицины.
Был отправлен в командировку по европейским странам, где ознакомился с деятельностью глазных клиник западноевропейских университетов. Вернувшись в Казань, получил звание приват-доцента и читал курс патологии анатомии глаза.
Во время Первой мировой войны был мобилизован в армию и служил военным врачом в госпиталях. В январе 1918 года Валентин Адамюк был демобилизован новой Советской властью, как незаменимый специалист для медицинского факультета Казанского университета. В том же году был избран профессором и назначен директором Трахоматозного института.
В 1930 году стал заведующим кафедрой офтальмологии Казанского государственного медицинского института. Также, с 1929 по 1932 год был заведующим кафедрой офтальмологии Казанского государственного института для усовершенствования врачей (ГИДУВ).
Во время Великой Отечественной войны в глазной клинике Валентин Адамюк проводил операции, возвращая зрение бойцам и командирам Красной армии.
Написал более 40 научных работ, в том числе по пересадке роговой оболочки, лечению трахомы. Широкую известность получили его исследования по патологической анатомии глаза.
За большой вклад в развитие здравоохранения республики в 1945 году Валентий Емилианович Адамюк был удостоен почётного звания «Заслуженный деятель науки Татарской АССР».
Умер 16 июня 1950 года в Казани.

## Известные адреса
- Казань, Жуковская улица, свой дом (ныне № 18а).[4][5]